# Драгомир Драганов
Драгомір Георгієв Драганов (болг. Драгомир Георгиев Драганов; 27 вересня 1981, Варна) — болгарський футбольний арбітр. З 2014 року судить матчі в Першій лізі. Арбітр ФІФА та УЄФА з 2019 року.

## Суддівська кар'єра
17 травня 2014 року Драганов відсудив свій перший матч у чемпіонаті Болгарії. Під час матчу між «Бероє» (Стара Загора) та «Нафтохіміком» (3–0 на користь господарів) арбітр тричі показав жовту картку.
У єврокубках дебютував 13 липня 2021 року під час матчу між «Будучністю» (Подгорица) та ГІК (Гельсінкі) в рамках першого кваліфікаційного раунду Ліги чемпіонів УЄФА. Гра закінчилася з рахунком 0–4, а Драганов двічі показував жовту картку.
Свій перший міжнародний матч на рівні збірних провів 19 червня 2023 року, коли Ізраїль переміг Андорру з рахунком 2–1 завдяки голам Раза Шломо та Манора Соломона, а також автоголу та голу Альберта Росаса. Під час цього матчу Драганов показав жовті картки двом ізраїльтянам і трьом андоррцям.